# Trazodona
Trazodona (nome comercial: Donaren, entre outros) é um antidepressivo atípico derivado da triazolopiridina e da fenilpiperazina que pertence à classe dos antagonistas e inibidores de recaptação de serotonina (AIRS).
Embora a trazodona apresente certa semelhança com os benzodiazepínicos, fenotiazinas e antidepressivos tricíclicos, seu perfil farmacológico é único e difere destas classes de drogas.

## Indicações
- Depressão maior (com ou sem episódios de ansiedade)
- Dor neurogênica (neuropatia diabética) e outros tipos de dores crônicas
- Disfunção erétil

## Contraindicações
Pacientes com hipersensibilidade à trazodona e no período de recuperação do infarto agudo do miocárdio.

## Outros usos
Pesquisas com animais, indicam que a trazodona combinada com dibenzoilmetano (DBM) pode interromper a morte de células do cérebro e impedir o avanço de várias doenças neurodegenerativas. Pesquisadores pretendem iniciar o ensaio clinico em paciente com demência.
Estudo publicado em fevereiro de 2019 sugere que a Trazodona não está associada a superior redução do risco de demência em relação ao uso de outros antidepressivos.